# Frank Lopez
Frank Lopez – postać fikcyjna z filmu Człowiek z blizną.

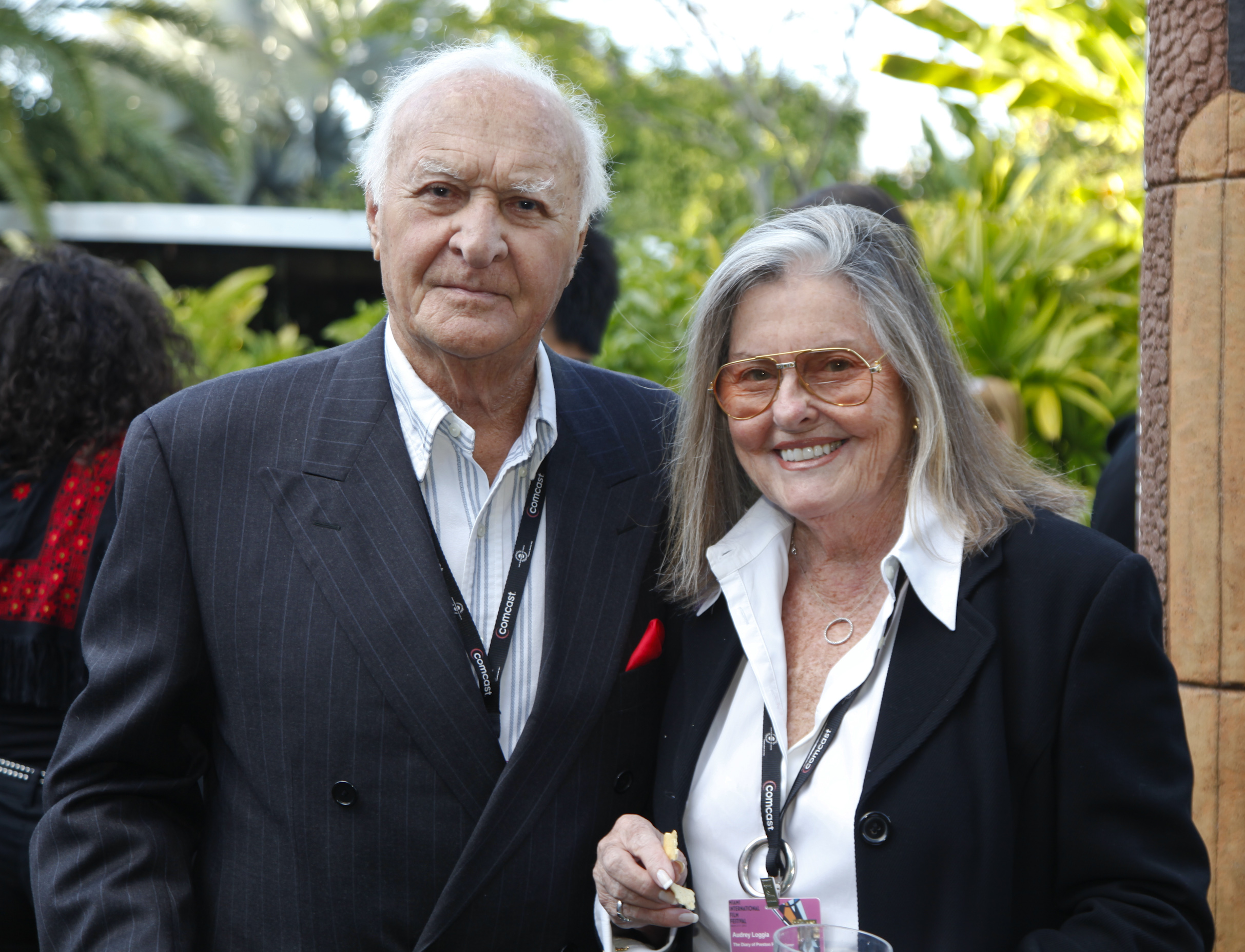
Odtwórca roli Lopeza Robert Loggia z żoną Audrey

Frank Lopez był bossem własnego gangu, zajmował się handlem kokainą. Jego kochanką była Elvira Hancock, głównym pomocnikiem w interesach Omar Suarez, a osobistym ochroniarzem Ernie. Tony’ego poznaje gdy ten przychodzi do niego po strzelaninie w Hotelu Sunray. Od tamtej pory Tony jest ważnym człowiekiem w gangu Lopeza, mimo iż ten chce go jedynie wykorzystać. Po śmierci Omara i zawiązaniu umowy między Tonym a Sosą zrywa z nim interesy i oskarża o zdradę. W odwecie nasyła na Tony’ego Mela Bernsteina, skorumpowanego policjanta (chociaż Tony nie wierzył, że był nim w ogóle). Mel groził Tony’emu wyjawienia informacji o zamordowaniu Emilia Rebengi i strzelaniny w hotelu Sunray. Informacje te wyjawił mu Frank. Tej samej nocy Tony spotyka Franka i na jego oczach podrywa Elvirę. Wściekły Frank wychodzi z klubu i nasyła morderców na Tony’ego. Zamach jednak się nie udał, a mordercy Franka zginęli. Tony spotyka się z Nickiem „Świnią” i swoim przyjacielem Chi Chim. Mówi Nickowi, by zadzwonił do Franka punktualnie o trzeciej nad ranem i powiedział, że zawalili robotę, a Tony zwiał. Był to podstęp mający na celu sprawdzić, czy Frank zacznie oszukiwać, czy zdziwi się słysząc te słowa. Przed tą godziną Manny, Tony i Chi Chi zjawiają się u Franka, gdzie przesiaduje również Ernie i Mel Bernstein. Frank niechętnie odbiera i okłamuje Tony’ego mówiąc, że dzwoniła Elvira. Tony odbezpiecza wtedy broń, a Frank pada na kolana prosząc Tony’ego o darowanie życia. Próbował się odkupić 10 milionami dolarów, a potem chciał oddać Tony’emu swoją kobietę, Elvirę. Tony powiedział mu, że go nie zabije, po czym zwrócił się do Manola, by zrobił to za niego. Manny wykonuje polecenie.